# 국어
국어(國語), 나라말, 국가언어(國家言語, 영어: national language) 또는 국민언어(國民言語)는 언어학적으로 어느 국가나 민족 · 국민에게 중추적으로 사용하는 표준적인 언어를 가리키는 개념이다. 광범위하게는 역사, 정치적으로 규정한 어떤 언어공동체의 방언, 사회언어, 그리고 기타 언어변형들을 포함하는 집합체의 의미이다. 
국어라는 개념 정의는 민족, 국가, 그리고 언어의 의미를 어떻게 규정할지에 따라서 달라지므로, 그 규정은 단순하지 않다. 국어라는 개념은 근대에 "문화국가"라는 개념과 맞물려 발전하였다. 국가라는 근대적 개념과 마찬가지로 16세기 프랑스에서 파리 방언이었던 오일어(영어: langues d'oil)가 근대적 의미의 최초 국가 언어가 되었다.
오늘날에는 많은 국가들이 헌법이나 법률로 하나 또는 여러 개 언어를 국어로 규정한다. 많은 경우에는 동시에 공용어와 일치하지만 반드시 그렇지만 않다. 주로 사용하는 언어 이외 다른 언어들이 소수언어로 공식적인 위치를 누리기도 한다. 또한 국어와 공용어가 반드시 일치하지 않기도 한다. 아프리카 대륙의 많은 국가들은 불어나 영어, 포르투갈어를 공용어로 규정하지만, 국어로는 여러 부족들이 지닌 각기 다른 언어를 사용한다.
어떤 민족의 언어 관습에서 역사적으로 발생하고 사용하는 국어나 소수어를 설명할 때는 일반적으로 자연어라는 개념을 사용한다.

## 나라별 국어

### 한국

#### 의미
대한민국과 조선민주주의인민공화국에서의 국어는 "국가어"라는 의미의 고유명사로 사용되기도 하고, 다른 나라에도 해당하는 "나라의 언어"의 의미인 보통명사로도 사용한다. 이 부분에서는 고유명사인 국어에 대해 설명하기로 한다.

#### 어원
어원에 대해서는 의견이 분분하다. 훈민정음 해례본의 중성해 아래아에 대한 설명에서 ' · ㅡ起ㅣ聲 於國語無用 兒童之言 邊野之語 或有之'라 하여 국어라는 용어를 이미 사용하고 있었고, 당시 용어는 단순한 의미인 나랏말이라는 의미로, 아이들 말이나 시골 변두리 말과 구분하는 말을 가리켰을 뿐이라고 한다.
이후 국민이 자연스럽게 형성한 말이면서 공통적으로 사용하는 언어라는 의미로 국어는 근대국가 개념을 형성한 19세기 이후에 만든 말이라는 설이 있다. 그 시점은 갑오개혁 이후에 한국어 말과 글이 국어와 국문으로 불리기 시작한 이후, 1898년에 나온 책 《국어문법》이나 국어 연구단체인 〈국어연구학회〉(1908년)등의 도서명, 단체명 등에서도 사용하기 시작해 이를 근거로 보기도 한다. 이는 주시경 선생이 "국어"라는 용어 사용을 강조하면서 이들 도서의 출판, 단체 등에 가담하면서 확산했다고 보기도 한다.
한편 이 무렵 "국어"라는 용어 확산은 일제강점기와 무관하지 않다. 이는 먼저 "국어" 용어를 확산하고 사용한 일본은 근대 국가 확립만 아니라 당시 식민지였던 나라들 언어를 종속어로 규정하려고 국어라는 용어를 확산하였다. 여기서 국어는 민족 - 국가 - 국어로 이어지는 논리가 생겨났다는 주장이다. 이러한 민족주의적이고 국가주의적인 관점으로 식민지 조선에서 국어를 정의하였다. 당시에는 국가가 없는 식민지 상황이었기에 민족 - 국어 수준으로 이어졌다고 주장한다.

### 핀란드
핀란드에서는 헌법 제17에서 핀란드어와 스웨덴어를 국어로 규정하면서 사미어, 롬어, 그리고 수화에는 소수언어 지위를 부여한다.

### 아일랜드
아일랜드 헌법 제8조에서는 아일랜드어를 국어, 그리고 동시에 제1 공용어로 지정한다. 영어는 국어는 아니지만 제2 공용어이다.

### 룩셈부르크
룩셈부르크에서는 1984년부터 룩셈부르크어를 국어로 정했으며 프랑스어와 독일어는 "행정어"로 규정했다.

### 싱가포르
싱가포르에서는 말레이어를 국어로 지정하면서 공용어인 영어나 중국어, 타밀어를 더 많이 사용하는데도 이들 언어보다 격상하였다. 

### 중화민국
중화민국에서 중국어를 '궈위'(중국어: 國語) 또는 '화위'(중국어: 華語)라고 부른다.

### 일본
일본에서 일본어를 '고쿠고'(일본어: 国語)라고 부른다.

## 같이 보기
- 토착어
- 언어정책
- 표준어
- 공용어
- 벵골어 운동